# NRW School of Governance
Die NRW School of Governance ist eine Einrichtung des Instituts für Politikwissenschaft der Universität Duisburg-Essen unter der Leitung des Direktoriums bestehend aus Prof. Dr. Andreas Blätte, Prof. Dr. Susanne Pickel und Dr. Kristina Weissenbach. Sie wurde am 8. November 2006 in einem Festakt durch den Ministerpräsidenten Nordrhein-Westfalens, Jürgen Rüttgers, eröffnet. Im Mai 2016 feierte sie ihr 10-jähriges Jubiläum.
Das Engagement der NRW School of Governance zielt auf drei zentrale Ausbildungsbereiche:
- Masterstudiengang „Politikmanagement, Public Policy und öffentliche Verwaltung“ (Master of Arts)
- Promotionskolleg:  Stipendien- und Exzellenzprogramme am Institut für Politikwissenschaft
- Berufsbegleitender „Master of Public Policy“[3] (MPP) und Weiterbildungsmodule

## Professuren
An der NRW School of Governance gibt es zwei sogenannte „Kernprofessuren“. Christoph Bieber ist Inhaber der Welker-Stiftungsprofessur für Ethik in Politikmanagement und Gesellschaft. Fokussiert werden ethische Fragen im politischen Entscheidungsprozess sowie Fragen rund um Verantwortung, Vertrauen, Glaubwürdigkeit und Transparenz in Politik, Öffentlichkeit und Gesellschaft. Inhaber der Professur für Public Policy und Landespolitik ist Andreas Blätte. Durch entsprechende Forschung und Lehre will die NRW School of Governance das wissenschaftlich fundierte Verständnis politischer Prozesse in Nordrhein-Westfalen fördern.

## Lehrende (Professoren)
Quelle:
- Karl-Rudolf Korte – Themengebiete: Regierungsforschung, Parteienforschung, Wahlforschung, Politisches System der Bundesrepublik Deutschland und moderne Staatstheorien
- Ulrike Berendt – Themengebiete: Familie, Familienpolitik und sozialer Wandel, Stadt- und Regionalentwicklung, Politikfeldanalyse
- Nicolai Dose – Themengebiete: Staatliche Steuerung, Verwaltungswissenschaft, Governance, Policy Analyse, Politisches System der Bundesrepublik Deutschland, Umweltpolitik.
- Achim Goerres – Themengebiete: Partizipationsforschung, Einstellungsforschung, demografischer Wandel, Eliten- und Parteienforschung
- Michael Kaeding – Themengebiete: Mikromanagement europäischer Institutionen, Umsetzung von EU-Recht in den Mitgliedsstaaten, Klassische und alternative Formen europäischer Entscheidungsfindung, Europäisierung politischer Systeme, die EU auf internationalem Parkett
- Andreas Kost – Themengebiete: Kommunalpolitik, Politische Partizipation, Bürokratie und Organisation
- Manfred Mai – Themengebiete: Steuerungstheorien, Technik/Technikfolgenabschätzung, Politikberatung, Medien
- Susanne Pickel – Themengebiete: Politische Kulturforschung, Demokratieforschung, Vergleichende Wahlforschung

## Master-Studiengangänge
An der NRW School of Governance werden aktuell (Stand: 2020) zwei Master-Studiengänge angeboten:

### Master-Studiengang „Politikmanagement, Public Policy und öffentliche Verwaltung“ (Master of Arts)
Seit dem Wintersemester 2006/2007 wird an der NRW School of Governance der Master-Studiengang „Politikmanagement, Public Policy und öffentliche Verwaltung“ angeboten. Viele hundert Studierende bewerben sich auf die jährlich 30 Master-Plätze. Der Master-Studiengang dauert vier Semester und soll die Absolventen auf Führungstätigkeiten in Politik, Verbänden, Unternehmen und Verwaltung vorbereiten. Exkursionen, Planspiele sowie Gastdozenten aus Politik, Medien, Wirtschaft und Wissenschaft ergänzen das Lehrangebot und sollen den Studierenden die Studieninhalte möglichst praxisnah vermitteln. Der Studiengang vermittelt im Bereich angewandte Politikforschung Wissen über Organisations-, Kommunikations- und Steuerungstechniken sowie Kernkompetenzen zur Problemanalyse und -lösung. Gegliedert ist der Studiengang in neun Module:
1. Modernes Regieren und Politikmanagement im Mehrebenensystem
2. Methoden und Forschungsdesigns
3. Öffentliche Verwaltung und Public Management
4. Öffentlichkeit, öffentliche Meinung und strategische Kommunikation
5. Politikfeld- und Policy-Analyse
6. Praktisches Politikmanagement
7. Praktikum
8. Orientierungswissen Politikmanagement
9. Kolloquium und Masterarbeit

### „Master of Public Policy“ (MPP)
Der kostenpflichtige Weiterbildungsstudiengang „Master of Public Policy“ richtet sich an Entscheidungsträger sowie Young Professionals in Verwaltungen, Parteien, Verbänden, Medien, Unternehmen oder anderen Organisationen mit Schnittstellenbereichen zur Politik. Da sich das Studium inhaltlich an den Anforderungen der Praxis orientiert, müssen Bewerber mindestens zwei Jahre Berufserfahrung nachweisen. Ein Studienbeginn ist sowohl zum Sommer- als auch zum Wintersemester möglich. Das Studienprogramm ist berufsbegleitend über vier Semester angelegt und schließt mit dem akademischen Grad „Master of Public Policy“ ab. Pro Semester sind jeweils eine Blockwoche (Montag bis Freitag) sowie zwei zweitägige Blöcke (Freitag und Samstag) vorgesehen, die in der Regel in den Räumlichkeiten der NRW School in Duisburg stattfinden.

## Promotionskolleg
Das Promotionskolleg bündelt die Aktivitäten der NRW School of Governance zur Promovendenförderung. An der NRW School of Governance werden verschiedene Promotionsprogramme und Stipendien angeboten, die den Geförderten neben finanziellen Mitteln auch spezielle Klausurtagungen des Promotionskollegs, Methodenworkshops, Forschungsreisen und Konferenzteilnahmen ermöglichen. Diese gezielte Vermittlung von Schlüsselqualifikationen soll eine schnelle und erfolgreiche Promotion unterstützen.
Aktuelle Förderer der Stipendienprogramme sind:
1. Land Nordrhein-Westfalen
2. Stiftung Mercator
3. Welker-Stiftung
4. RAG-Stiftung

Zu den Förderern gehörten in der Vergangenheit außerdem die Georgsmarienhütte Holding GmbH, die Haniel Stiftung, die WAZ Mediengruppe sowie die WestLB-Stiftung Zukunft NRW.

## Qualifizierung
Die NRW School of Governance konzipiert und organisiert Qualifizierungsprogramme für externe Zielgruppen. In Seminaren werden die inhaltlichen Bausteine des Masterprogramms im Sinne eines Fortbildungsformats für Berufstätige Gruppen, Institutionen und Unternehmen bereitgestellt.
Bestandteile der Workshops sind:
1. Die Vermittlung von Forschungs- und Lehrinhalten in adressatenorientierten Formaten, wie Block-, Abend- und Wochenendseminaren sowie Inhouse-Schulungen
2. Praxisorientierte Workshops, in denen Berufstätige fachliche Einblicke über den Arbeitsalltag hinaus erhalten
3. Steigerung der Fachkompetenz der Teilnehmer und deren Umsetzung im individuellen Berufsalltag
4. Nachhaltige Qualitätssicherung der Kooperationspartner der NRW School of Governance

Außerdem beinhaltet das Programm Formate für Schüler an weiterführenden Schulen in Nordrhein-Westfalen. Hier werden spezielle praxisorientierte Qualifizierungsprogramme für Jugend- und Bildungsarbeit angeboten.

## Fellows der NRW School of Governance
Die NRW School of Governance beruft seit dem Sommersemester 2007 regelmäßig Fellows aus den Bereichen Politik, Wirtschaft, Wissenschaft und Medien, um den Praxisbezug des Mentoringprogramms zu stärken. Die Praktiker sollen den Masterstudenten und Promovenden während ihres Studiums als Rat- und Ideengeber zur Verfügung stehen und Kontakte in die jeweiligen Arbeitsbereiche erschließen. Die Fellows der NRW School of Governance sind:
- Ulrich von Alemann – Professor an der Universität Düsseldorf
- Knut Bergmann – Leiter der Kommunikation und des Hauptstadtbüros des Instituts der deutschen Wirtschaft Köln
- Matthias Degen – Direktor des Instituts für Journalismus und Public Relations an der Westfälischen Hochschule in Gelsenkirchen und Journalist (unter anderem für den WDR)[14]
- Manuel Fröhlich – Professor an der Universität Trier
- Manuela Glaab – Professorin an der Universität Koblenz-Landau
- Karina Hohl – Mitarbeiterin der Landeszentrale für politische Bildung NRW
- Jackson Janes – President Emeritus des American Institute for Contemporary German Studies (AICGS)
- Michael Mertes – Staatssekretär für Bundes-, Europaangelegenheiten und Medien in NRW a. D.
- Gerd Mielke – Professor an der Universität Mainz
- Ton Nijhuis – Leitender Direktor des Deutschland Institut Amsterdam (DIA)
- Wolfgang Nowak – ehemaliger Geschäftsführer der Alfred Herrhausen Gesellschaft
- Stefan Raue – Intendant Deutschlandradio
- Andrea Römmele – Professorin an der Hertie School of Governance
- Frank Schindler – Cheflektor Ethik und Geschichte des VS-Verlag für Sozialwissenschaften

## Gastprofessur
Die „Gastprofessur für Politmanagement der Stiftung Mercator“ wird einmal im Jahr von der NRW School of Governance an der Universität Duisburg-Essen verliehen. Zuletzt wurde im Wintersemester 2019/2020 der Bundestagsabgeordnete und ehemalige Partei- und Fraktionsvorsitzende der Partei Die Linke, Gregor Gysi, mit der Gastprofessur für Politikmanagement ausgezeichnet. Als Experten der politischen Praxis stehen die Gastprofessoren den Masterstudierenden im Rahmen des Studienprogramms in Seminaren zur Verfügung, es finden aber auch öffentliche Veranstaltungen für Interessierte an der Universität Duisburg-Essen statt.

### Bisherige Inhaber der Gastprofessur
- 2023/2024 – Renate Künast – Verbraucherschutzministerin a. D., ehemalige Partei- und Fraktionsvorsitzende von B90/Die Grünen
- 2022/2023 – Annegret Kramp-Karrenbauer –  Verteidigungsministerin a. D., Ministerpräsidentin des Saarlandes a. D., ehemalige CDU-Vorsitzende
- 2021/2022 – Alexander Graf Lambsdorff – FDP-Politiker, Diplomat und ehemaliger MdB
- 2020/2021 – Andrea Nahles – ehemalige Bundesarbeitsministerin und SPD-Vorsitzende[15]
- 2019/2020 – Gregor Gysi – MdB, ehemaliger Partei- und Fraktionsvorsitzender der Partei Die Linke bzw. ihrer Vorgängerparteien[16]
- 2018/2019 – Gert Scobel – Fernsehmoderator und Autor[17]
- 2018 – Rita Süssmuth – Bundestagspräsidentin a. D., Bundesministerin a. D.[18]
- 2016 – Christian Wulff – Bundespräsident a. D., Ministerpräsident a. D.[19]
- 2015 – Christine Bergmann – Bundesministerin für Familie, Senioren, Frauen und Jugend a. D.[20]
- 2014 – Günter Verheugen – Vizepräsident der Europäischen Kommission a. D.
- 2013 – Jutta Limbach – ehemalige Präsidentin des Bundesverfassungsgerichtes
- 2012 – Bernhard Vogel – ehemaliger Ministerpräsident des Landes Rheinland-Pfalz
- 2011 – Peer Steinbrück – Bundesminister der Finanzen a. D. und ehemaliger Ministerpräsident des Landes NRW[21]
- 2010 – Stefan Aust – ehemaliger Chefredakteur des Spiegel
- 2009 – Antje Vollmer – Vizepräsidentin des Deutschen Bundestages a. D. und ehemalige Fraktionsvorsitzende der Grünen[22]
- 2008 – Fu-chang Chang – Professor am Institute for European Studies der Tamkang University in Taipei
- 2007 – Wolfgang Clement – ehemaliger Ministerpräsident des Landes NRW

## Gastdozenten
Experten aus Politik, Medien, Wirtschaft und Wissenschaft werden in die Lehre integriert, um den Studierenden die Studieninhalte möglichst praxisnah zu vermitteln. Gastdozenten der NRW School of Governance sind:
- Rupert Antes – Geschäftsführer der Haniel Stiftung
- Moritz Ballensiefen – Counselor for Science and Technology in der Deutschen Botschaft Washington, D.C.
- Frank Bätge – Professor an der Fachhochschule für öffentliche Verwaltung Nordrhein-Westfalen
- Fritz Behrens – Minister des Inneren und der Justiz des Landes Nordrhein-Westfalen a. D.
- Knut Bergmann – Leiter Kommunikation und Hauptstadtbüro, Institut der deutschen Wirtschaft Köln
- Wolfgang Clement – Bundesminister a. D., Ministerpräsident a. D.
- Rüdiger Frohn – Staatssekretär a. D.
- Eckart Gaddum – Leiter der Hauptredaktion Neue Medien beim ZDF
- Manuela Glaab – Vorstandsmitglied der Deutschen Gesellschaft für Politikwissenschaft (DGfP)
- Richard Hilmer – Geschäftsführer policy matters, ehemaliger Geschäftsführer infratest dimap
- Bodo Hombach – stellvertretender Vorsitzender der Brost-Stiftung, ehemaliger Geschäftsführer der WAZ Mediengruppe
- Hannelore Kraft – Ministerpräsidentin a. D.
- Norbert Lammert – Vorsitzender der Konrad-Adenauer-Stiftung, Bundestagspräsident a. D.
- Thomas de Maizière – Bundesminister a. D.
- Wolfgang Nowak – ehemaliger Leiter der Alfred Herrhausen Gesellschaft
- Frank Plasberg – TV-Moderator
- Peter Radunski – Senator a. D. und Wahlkampfmanager
- Sabine Scholt – Moderatorin WDR-Fernsehen
- Jörg Schönenborn – Fernsehdirektor WDR-Fernsehen
- Hajo Schumacher – Journalist und Autor

## Publikationen der NRW School of Governance
Quelle:

### Leadership und Legitimität
- Christoph Bieber, Klaus Kamps: Nach Obama. Amerika auf der Suche nach den Vereinigten Staaten. Campus Verlag, 2017.
- Matthias Lemke, Oliver Schwarz, Toralf Stark, Kristina Weissenbach (Hrsg.): Legitimitätspraxis. Politikwissenschaftliche und soziologische Perspektiven. Springer VS, 2015.
- Karl-Rudolf Korte: Strategie und Regierung: Politikmanagement unter den Bedingungen von Komplexität und Unsicherheit. VS-Verlag für Sozialwissenschaften, 2010.
- Karl-Rudolf Korte: The Next Generation: Public Policy Schools in Germany. Nomos, 2008.
- Nico Grasselt; Karl-Rudolf Korte: Führung in Politik und Wirtschaft – Instrumente, Stile und Techniken. Studien der NRW School of Governance. Wiesbaden, 2007.

### Regierungszentralen
- Maximilian Schiffers: Lobbyisten am runden Tisch. Springer VS, 2019.
- Christoph Bieber, Andreas Blätte, Karl-Rudolf Korte, Niko Switek (Hrsg.): Regieren in der Einwanderungsgesellschaft. Impulse zur Integrationsdebatte aus Sicht der Regierungsforschung. Springer VS, 2016.
- Anna-Tina Pannes: Informalität. Theoretische und empirische Dimensionen informeller Entscheidungsprozesse in Regierungsformationen – Ein Analyseansatz. Springer VS, 2014.
- Stephan Bröchler, Timo Grunden (Hrsg.): Informelle Politik. Konzepte, Akteure und Prozesse. Springer VS, 2014.
- Martin Florack: Transformation der Kernexekutive. Eine neo-institutionalistische Analyse der Regierungsorganisation in NRW 2005–2010. Springer VS, 2013.
- Karl-Rudolf Korte, Timo Grunden (Hrsg.): Handbuch Regierungsforschung. Springer VS, 2013.
- Martin Florack, Timo Grunden (Hrsg.): Regierungszentralen. Organisation, Steuerung und Politikformulierung zwischen Formalität und Informalität. VS-Verlag für Sozialwissenschaften, 2011.
- Karl-Rudolf Korte: Das Bundeskanzleramt in der Organisationsanalyse. Informalität als Erfolgskriterium. VS-Verlag für Sozialwissenschaften, 2010.
- Timo Grunden: Politikberatung im Innenhof der Macht. VS-Verlag für Sozialwissenschaften, 2009.
- Timo Grunden: Die Berater der Ministerpräsidenten Funktion, Einfluss und Rekrutierung. VS-Verlag für Sozialwissenschaften, 2008.

### Parteienforschung
- Karl-Rudolf Korte, Dennis Michels, Jan Schoofs, Niko Switek und Kristina Weissenbach: Parteiendemokratie in Bewegung. Organisations- und Entscheidungsmuster der deutschen Parteien im Vergleich. Nomos, 2018.[24]
- Anja Adler: Liquid Democracy in Deutschland. Zur Zukunft digitaler politischer Entscheidungsfindung nach dem Niedergang der Piratenpartei. Transcript Verlag, 2018.
- Karina Hohl: Agenda Politics im Parlament. Das Themen- und Tagesordnungsmanagement der Opposition im Landtag von NRW. Springer VS, 2018.
- Timo Grunden, Maximilian Janetzki und Julian Salandi: Die SPD. Anamnese einer Partei. Nomos, 2017.
- Niko Switek: Bündnis 90/Die Grünen. Koalitionsentscheidungen in den Ländern. Nomos, 2015.
- Jan Treibel: Die FDP. Prozesse innerparteilicher Führung 2000–2012. Nomos, 2014.
- Torsten Oppelland und Hendrik Träger: Die Linke. Willensbildung in einer ideologisch zerstrittenen Partei. Nomos, 2014.
- Michael Weigl: Die CSU. Akteure, Entscheidungsprozesse und Inhalte einer Partei am Scheideweg. Nomos, 2013.
- Christoph Bieber, Claus Leggewie (Hrsg.): Unter Piraten. Erkundungen in einer neuen politischen Arena. Transcript Verlag, 2012.
- Karl-Rudolf Korte und Jan Treibel (Hrsg.): Wie entscheiden Parteien? Prozesse innerparteilicher Willensbildung in Deutschland. Zeitschrift für Politikwissenschaft, 2012.[25]

### Politikvermittlung und politische Debatte
- Nico Grasselt: Die Entzauberung der Energiewende. Politik- und Diskurswandel unter schwarz-gelben Argumentationsmustern. Springer VS, 2016.
- Ray Hebestreit: Partizipation in der Wissensgesellschaft. Funktion und Bedeutung diskursiver Beteiligungsverfahren. Springer VS, 2012.
- Alexander Stock: Neumitglieder im Visier. Tectum Verlag, 2008.

### Kommunikation und Medien
- Karl-Rudolf Korte, Jan Dinter: Bürger, Medien und Politik im Ruhrgebiet. Springer VS, 2019.
- Isabelle Borucki und Wolf J. Schünemann (Hrsg.): Internet und Staat. Nomos, 2019.
- Niko Switek (Hrsg.): Politik in Fernsehserien. Analysen und Fallstudien zu House of Cards, Borgen & Co. Transcript Verlag, 2018.
- Taylan Yildiz, Frank Gadinger und Sebastian Jarzebski: Politische Narrative. Ein neuer Analysezugang in der Politikwissenschaft. Zeitschrift für Politikwissenschaft. 2015.
- Frank Gadinger, Sebastian Jarzebski und Taylan Yildiz: Vom Diskurs zur Erzählung. Möglichkeiten einer politikwissenschaftlichen Narrativanalyse. Politische Vierteljahresschrift, 2014.
- Frank Gadinger, Sebastian Jarzebski, Taylan Yildiz (Hrsg.): Politische Narrative. Ein neuer Analysezugang in der Politikwissenschaft. Springer VS, 2014.
- Moritz Ballensiefen: Bilder machen Sieger – Sieger machen Bilder. Eine Inhaltsanalyse zur visuellen Medienberichterstattung im Bundestagswahljahr 2005. VS-Verlag für Sozialwissenschaften, 2009.
- Stefanie Delhees, Karl-Rudolf Korte, Florian Schartau, Niko Switek und Kristina Weissenbach: Wohlfahrtsstaatliche Reformkommunikation. Nomos, 2008.

### Wahlforschung
- Karl-Rudolf Korte, Jan Schoofs (Hrsg.): Die Bundestagswahl 2017. Analysen der Wahl-, Parteien-, Kommunikations- und Regierungsforschung. Springer VS, 2019.
- Michael Kaeding, Niko Switek (Hrsg.): Die Europawahl 2014. Spitzenkandidaten, Protestparteien, Nichtwähler. Springer VS, 2015.
- Karl-Rudolf Korte (Hrsg.): Die Bundestagswahl 2013. Analysen der Wahl-, Parteien-, Kommunikations- und Regierungsforschung. Springer VS, 2015.
- Christoph Bieber, Klaus Kamps (Hrsg.): Die US-Präsidentschaftswahl 2012. Analysen der Politik- und Kommunikationswissenschaft. Springer VS, 2015.
- Karl-Rudolf Korte: Wahlen in Deutschland. Bundeszentrale für Politische Bildung, 2013.
- Karl-Rudolf Korte: Wahlen in Nordrhein-Westfalen. Wochenschau Verlag, 2010.